# Kirsten Sheridan
Pour les articles homonymes, voir Sheridan.
Kirsten Sheridan (née le 14 juillet 1976 à Dublin) est une scénariste et réalisatrice irlandaise.

## Biographie
Kirsten Sheridan apparaît à l'âge de 12 ans dans My Left Foot dans lequel elle interprète le rôle de Sharon, la jeune sœur de Christy Brown (Daniel Day-Lewis).
Réalisatrice de August Rush (2007) et Disco Pigs (2001), Kirsten Sheridan a été nommée pour l'Oscar du meilleur scénario original en 2004 pour In America, réalisé par son père Jim Sheridan et sa sœur Naomi Sheridan.

## Filmographie
- 1989 : My Left Foot (My Left Foot: The Story of Christy Brown) de Jim Sheridan : Sharon Brown
- 1995 : The Bench (court) :  réalisation, scénario
- 1996 : Gentleman Caller (court) : director, editor
- 1997 : Walking Into Mirrors (court) : réalisation, scénario, production
- 1997 : Between Two Worlds
- 1998 : Patterns (court) : réalisation, scénario, production
- 1998 : Ward Zone
- 1999 : The Case of Majella McGinty (court) : réalisation
- 2001 : Disco Pigs : réalisation
- 2002 : In America : scénario
- 2007 : August Rush : réalisation[2]
- 2012 : Dollhouse : réalisation, scénario[3]
- Untitled Amy Winehouse Biopic :  réalisation, scénario

## Récompenses et nominations
- Nommée pour l'Oscar du meilleur scénario original pour In America[4]
- Nommée pour le Golden Globe du meilleur scénario pour In America
- Remporte le prix du jury au festival international du film Algarve pour Patterns
- Critics' Choice Movie Award du meilleur scénario original pour In America
- Mention spéciale du jury au Festival international du film de Berlin pour Dollhouse